# A Vision of a Dying Embrace
A Vision of a Dying Embrace est la première VHS d'Anathema, ressortie en DVD en 2002. Le chapitrage témoigne bien de la première ère du groupe et constitue une immersion dans la vie d'un grand groupe de doom-death metal.

## Contenu
- Live in Krakow, March '96
  1. Intro
  2. Restless oblivion
  3. Shroud of frost
  4. We the gods
  5. Sunset of age
  6. Mine is yours
  7. Sleepless
  8. The silent enigma
  9. A dying wish

- Promos
  1. Sweet tears
  2. Mine is yours
  3. The silent enigma
  4. Hope